# Karl Lamprecht
Karl Gotthard Lamprecht (Jessen, 25 februari 1856 – Leipzig, 10 mei 1915) was een Duitse historicus en professor aan de Universiteit Leipzig. Hij werd vooral bekend vanwege zijn rol in de Methodenstreit.
Lamprecht studeerde vanaf 1874 geschiedenis aan de universiteiten Göttingen, Leipzig en München. Onder invloed van Wilhelm Roscher – een van de grondleggers van de historische school – richtte hij zich op economische geschiedenis.
In 1890 volgde hij Conrad Varrentrapp op als hoogleraar geschiedenis aan de Philipps-Universiteit Marburg. Het jaar daarop volgde hij Georg Voigt op in Leipzig.
Lamprecht keerde zich tegen de toen heersende Rankeanen, de aanhangers van Leopold von Ranke. Ranke wilde bloss zeigen wie es eigentlich gewesen, gewoon laten zien hoe het echt was. Waardeoordelen moest de historicus hierbij achterwege laten, de beschrijving moest volledig objectief zijn en zich beperken tot feiten. Dit historisme en de van daaruit ontwikkelde historische kritiek zijn van grote invloed geweest op de vorming van de geschiedschrijving.
Volgens Lamprecht legde Ranke de nadruk op het Verstehen van individuele gebeurtenissen en beperkte zich daarbij vooral tot politieke geschiedenis. Ondanks de grote invloed van Ranke, begon steeds meer het idee te leven dat de geschiedenis niet slechts bepaald werd door de Great Man van Thomas Carlyle. Volgens Lamprecht was het vaststellen van de feiten onvoldoende en ging het juist om het vaststellen van de samenhang en daarmee Erklären, het verklaren van wetmatigheden zoals dat in de natuurwetenschappen plaatsvindt, en begrijpen hoe het zo is geworden (zu zeigen, wie es eigentlich geworden). Vanuit zijn vakgebied van economische geschiedenis zag hij dat niet de grote mannen, maar de onderliggende wetmatigheden de geschiedenis bepalen. In zijn Deutsche Geschichte zag Lamprecht daarbij vijf Kulturzeitaltern in de Duitse geschiedenis met elk hun eigen Seelesleben.
Lamprecht vond daarbij een groot deel van de Duitse historici tegenover zich in wat de Methodenstreit of Lamprechtstreit werd genoemd. Wilhelm Windelband wees de nomothetische methode – de studie van groepen om algemene conclusies te kunnen trekken – af en stelde dat alleen de idiografische methode – dat er van uitgaat dat geschiedenis een eenmalig proces is bestaande uit unieke gebeurtenissen – bruikbaar was binnen de geschiedschrijving. Binnen de Duitse historiografie raakte Lamprecht daardoor geïsoleerd. Hij vond nog wel steun bij onder meer de met Die Zukunft invloedrijke Maximilian Harden.
Buiten Duitsland werd zijn cultuurgeschiedenis beter ontvangen bij onder meer bij Henri Pirenne in België en bij de New History in de Verenigde Staten. Hij wist zijn Deutsche Geschichte te voltooien en werd daarmee de bekendste Duitse historicus. Zo wist hij de financiering rond te krijgen voor het Institut für Kultur- und Universalgeschichte dat hij 1909 in Leipzig opende. Het jaar daarop werd hij verkozen tot rector aan de Universiteit Leipzig.
Later oefende zijn ideeën invloed uit op de Annales-school in Frankrijk. Zo had zijn idee van een Volksseele invloed op Lucien Febvre die stelde dat elke tijd en plaats zijn eigen mentalité heeft.
Door zijn ondertekening in 1914 van de Aufruf an die Kulturwelt, die de Duitse inval in België moest rechtvaardigen, werd zijn verdere invloed echter beperkt. Hij verloor er zijn vriendschap mee met Henri Pirenne, die zijn zoon had verloren door de inval.